# 3507 Vilas
A 3507 Vilas (ideiglenes jelöléssel 1982 UX) a Naprendszer kisbolygóövében található aszteroida. Edward L. G. Bowell fedezte fel 1982. október 21-én.